# Polska Scena Punk Vol.5 – Młodzi gniewni
Polska Scena Punk Vol. 5 – Młodzi gniewni – album muzyczny zawierający utwory różnych, polskich wykonawców muzycznych zaliczanych do sceny punk rockowej wydany w 2022 r. Składanka ta ukazała się nakładem wytwórni muzycznej NOG Records. Była to piąta publikacja w ramach nowej odsłony serii albumów wydawanych na płytach kompaktowych przez tę wytwórnię pod szyldem Polska Scena Punk.

## Historia
Pomysł, idea, ale przede wszystkim również możliwość wydania albumów serii Polska Scena Punk wynikły z faktu, że Piotr Giglewicz, lider zespołu Uliczny Opryszek, wcześniej także wspólnie ze swoim bratem, Mariuszem Giglewiczem (w różnych okresach czasu m.in. Nauka o Gównie, Uliczny Opryszek), zgromadził bardzo dużą kolekcję historycznych nagrań, często nigdzie niedostępnych. W kolekcji tej są dema, bootlegi i dawne albumy, często już w czasie ich publikacji trudno dostępne. Pierwsza część publikacji została wydana w kilku albumach muzycznych zamieszczonych na kasetach magnetofonowych. Wydawcą była wytwórnia muzyczna założona przez Mariusza Gilewicza – GRS Tapes – która specjalizowała się w wydawnictwach muzycznych związanych ze sceną niezależną publikowanych jeszcze na wspominanych kasetach magnetofonowych.
Po założeniu i zorganizowaniu przez wyżej wymienionego Mariusza Gilewicza nowej wytwórni muzycznej – NOG Records – która dystrybuowała wydawane przez siebie albumu muzyczne już na płytach kompaktowych i w wybranych przypadkach na płytach gramofonowych, powrócono do pomysłu sprzed lat i rozpoczęto wydawanie nowej edycji publikacji seryjnej, stanowiącej kontynuację poprzedniej odsłony, obejmującej wybrane nagrania polskich zespołów punk rockowych i ewentualnie innych, pokrewnych, ale związanych ze sceną niezależną, również pod hasłem „Polska Scena Punk”. Jak poprzednio poszczególne części składanki otrzymywały kolejne numery, z nową numeracją „od początku”, czyli od jedynki (choć pierwszy z albumów nie miał w tytule numeru, który został dodany od drugiej publikacji), ale z dodanym indywidualnym dla każdej z części podtytułem.
Pierwszy album nowej odsłony składanek wydawanych w ramach serii wydawniczej „Polska Scena Punk” wydany został w 2019 r. Otrzymał on tytuł Polska Scena Punk – Być zawsze sobą. Drugi ukazał się rok później – w 2020 r. – pod tytułem Polska Scena Punk Vol.2 Czy pamiętasz?. Jeszcze w tym samym roku wydano także trzecią część wydawnictwa zatytułowaną Polska Scena Punk Vol.3 – Trzeba żyć, a czwarta część, która otrzymała tytuł „Polska Scena Punk Vol.4 – Wolność”, ukazała się w 2021 r.. W 2022 r. opublikowano niniejszą część piątą pod tytułem „Polska Scena Punk Vol. 5 – Młodzi gniewni”, a po niej w kolejnych latach ukazywały się następne wydawnictwa tej serii, w szczególności w 2023 r. wydano część szóstą „Polska Scena Punk Vol.6 – Zawyły syreny”.

## Muzyka i wykonawcy
Muzyka zaprezentowana w ramach albumu należy nurtów muzycznych przynależnych do gatunku muzycznego jakim jest rock, przy czym wykonawcy, których utwory zamieszczono w tym wydaniu postrzegani są jako przynależni do muzycznej sceny alternatywnej, niezależnej. Pośród wspominanych nurtów muzycznych, do których zaliczane są prezentowane utwory, zdecydowanie dominuje punk rock. W albumie znajdują się utwory dwudziestu pięciu różnych wykonawców, przy czym dla każdego z nich zamieszczono po jednym utworze muzycznym. Są to następujące zespoły: Aberracja, Atencja, Awaria, Azotox, Contrapunk, Czerwone Kościoły, Dekolt, Do Góry Nogami, Garaż 37, Garbate Aniołki, Granda, Grupa Podwyższonego Ryzyka, The Kischones, Konies Strefy, Kultura Obszczymura, Na Zewnątrz, New Way Punk Rock, Non Servian, Ostatni Krzyk Mody, The Ramoles, The Thinners, Uliczny Opryszek, Veritas, The Vets, WSK Punk.

## Album
Album muzyczny „Polska Scena Punk Vol. 5 – Młodzi gniewni” został wydany przez wytwórnię muzyczną NOG Record. W ramach katalogu wydawcy ma on przypisany identyfikator – 015 (NR015, NR 015). Nośnikiem danych, na którym go dystrybuowano, była jedna płyta kompaktowa. Została ona umieszczona w standardowym opakowaniu typu digipack. Dystrybucją zajmowała się między innymi firma RockersPro. Jest to album kompilacyjny. Do albumu przypisane są także inne oznaczenia: 5090000010081. Okładkę, grafikę i opracowanie zdjęć fotograficznych (pochodzących z zasobów poszczególnych wykonawców) opracował Waldemar Dylewski, a inżynierem dźwięku i realizatorem dźwięku był Norbert Krupa. Całkowity czas trwania ścieżki dźwiękowej wynosi 77 minut i 25 sekund.
W albumie znalazł się utwór o tytule identycznym jak tytuł publikacji – „Młodzi Gniewni” – a mianowicie piosenka zespołu New Way Punk Rock zamieszczona pod pozycją 17.
Album, podobnie jak cała seria, został wydany pod patronatem kampanii społecznej prowadzonej pod hasłem „Muzyka Przeciwko Rasizmowi”, zapoczątkowanej przez Marcina Kornaka i realizowanej przez Stowarzyszenie „Nigdy Więcej”. W związku z tym na okładce albumu zamieszczono logo wymienionej akcji.
Niniejszy album jest odrębnym wydawnictwem, z zupełnie nowym zestawieniem utworów muzycznych, niż wcześniej wydany na kasecie magnetofonowej, w części pierwszej serii, album „Polska Scena Punk Vol.5”.

## Utwory
| Lp | Wykonawca                  | Tytuł                  | Czas (min:sek) |
| -- | -------------------------- | ---------------------- | -------------- |
| 1  | Garbate Aniołki            | Własność               | 03:17          |
| 2  | The Kischones              | Kischones              | 02:34          |
| 3  | Azotox                     | Niedziela              | 03:24          |
| 4  | Uliczny Opryszek           | Kapłani Szatana        | 02:48          |
| 5  | Awaria                     | Punk Rock              | 02:40          |
| 6  | Atencja                    | Chaos                  | 03:44          |
| 7  | Do Góry Nogami             | Pył                    | 02:50          |
| 8  | Aberracja                  | Zaraza 20-22           | 04:59          |
| 9  | Contrapunk                 | Powrót do korzeni      | 03:40          |
| 10 | Dekolt                     | My jesteśmy inni       | 02:52          |
| 11 | Garaż 37                   | Wybór                  | 03:52          |
| 12 | Granda                     | Punkrock jest grzeczny | 02:29          |
| 13 | Grupa Podwyższonego Ryzyka | Piosenka na dwa riffy  | 02:36          |
| 14 | Konies Strefy              | Polityk                | 02:35          |
| 15 | Kultura Obszczymura        | Żołądkowa              | 02:49          |
| 16 | Czerwone Kościoły          | Mam plan               | 03:24          |
| 17 | New Way Punk Rock          | Młodzi gniewni         | 03:40          |
| 18 | Na Zewnątrz                | Strzel sobie w łeb     | 02:37          |
| 19 | Non Servian                | Interwencje            | 03:13          |
| 20 | Ostatni Krzyk Mody         | Jak ominąć przyszłość  | 03:13          |
| 21 | The Ramoles                | Błyskawiczny Bond      | 02:06          |
| 22 | The Thinners               | Margines               | 02:45          |
| 23 | The Vets                   | Dzielmy się            | 03:32          |
| 24 | Veritas                    | HC                     | 03:24          |
| 25 | WSK Punk                   | Matka ulica            | 02:23          |